# Hintere Schwärze
Le Hintere Schwärze (littéralement Arrière Noir) ou Cima Nera en italien est un sommet des Alpes, à 3 624 m, dans le massif de l'Ötztal, à la frontière entre l'Autriche et l'Italie (Tyrol et Tyrol du Sud).